# Folgoso (Allariz)
Folgoso (llamada oficialmente Santiago de Folgoso) es una parroquia y un lugar español del municipio de Allariz, en la provincia de Orense, Galicia.

## Organización territorial
La parroquia está formada por seis entidades de población:
- A Cal
- Coira (A Coira)
- A Enfestela
- Folgoso
- Guede
- Roiriz

## Demografía

### Parroquia
| Gráfica de evolución demográfica de Folgoso (parroquia) entre 2000 y 2022 |
|                                                                           |
| Datos según el nomenclátor publicado por el INE.                          |

### Lugar
| Gráfica de evolución demográfica de Folgoso (lugar) entre 2000 y 2022 |
|                                                                       |
| Datos según el nomenclátor publicado por el INE.                      |